# Нагаи, Го
Киёси Нагаи (яп. 永井 潔 Нагаи Киёси, род. 6 сентября 1945 года, Вадзима), более известен как Го Нагаи (яп. 永井豪 Нагаи Го:) — известный японский мангака, автор многочисленных произведений в жанре научной фантастики, ужасов и эротики. Широко известен благодаря таким произведениям, как Cutie Honey, Devilman и Mazinger Z в 70-е годы, также известен как создатель манги с элементами эротики и чёрного юмора. Так как в период с 60-х по 70-е годы манга создавалась для детской аудитории, работы Нагаи считались радикальным новшеством, пользуясь огромной популярностью, но в то же время вызывали массовые протесты и скандалы, доходившие до публичных сожжений книг. Нагаи также сыграл ключевую роль в развитии меха как жанра аниме.

## Ранняя жизнь
Го Нагаи родился 6 сентября 1945 года в префектуре Исикава, городе Вадзима; его отца звали Ёсио, а мать — Фудзико. В семье было всего 5 детей. После смерти отца Киёси вместе со своей матерью и четырьмя братьями переехал в Токио. В детстве интересовался творчеством Гюстава Доре (в частности японской редакцией «Божественной комедии») и Осаму Тэдзуки (с того момента как его брат дал Киёси копию манги Lost World (яп. ロスト・ワールド)).
После того как Киёси окончил высшую школу в Итабаси, Токио, он начал всерьёз увлекаться мангой. Перед поступлением в университет Васэда у Киёси началась тяжёлая диарея, которая длилась 3 недели. Нагаи, будучи уверенным, что умирает, решил оставить «свой отпечаток», написав собственное произведение. Вскоре его доставили в больницу и выяснили, что молодой человек болел колитом, и он быстро вылечился при правильном уходе. Это событие радикально изменило жизнь Нагаи: он бросил школу при университете на третьем месяце, решив твёрдо начать свою карьеру мангаки.
Киёси при поддержке брата Ясутаки создал свои первые манга-произведения. Сначала дела шли плохо; мать выступала категорически против того, чтобы Нагаи становился мангакой, а все работы, отправленные на публикацию, были отклонены. Существует распространённая версия, что этому способствовала мать, которая тайно связывалась с издательствами, отговаривая их брать работы Нагаи. Несмотря на это, Сётаро Исиномори из издательства Shōnen Sunday первый заинтересовался работами Киёси и решил лично связаться с ним. Так, благодаря нескольким экспериментальным работам, созданным вместе с братом Ясутакой, Киёси Нагаи был принят в студию Исиномори в 1965 году.
Экспериментальная манга была создана в жанре научной фантастики о ниндзя, ставшей прототипом для другой работы — Kuro no Shishi. Нагаи на тот момент было 19 лет, в течение года он написал 88 страниц. Однако у манги всё ещё не было названия. Исиномори, увидев работу, похвалил Нагаи, но заметил, что сюжет получился слишком скомканным, и его нужно перепроверить. Через несколько дней Исиномори пригласил Нагаи помочь в создании манги, которая, однако, так и не опубликовалась и была забыта до 2007 года, когда вышла в журнале Comic Ran TWINS Sengoku Busho Retsuden (яп. コミック乱TWIN 戦国武将列伝) под названием «Убийца» (яп. 殺刃者 Сацудзинся). Формально начало карьеры Го Нагаи можно считать 1967 годом, хотя и тогда молодой человек встречал сопротивление со стороны матери.

## Первые работы
После сотрудничества с Сётаро Исиномори Нагаи создаёт свою первую профессиональную работу «Детектив Поликити» (яп. 目明かしポリ吉 Мэакаси Поликити), короткую гэг-комедию, опубликованную в 1967 году в журнале Bokura издательством «Коданся»; в то же время работая над мангой-адаптацией аниме-сериала «Тибикко Кайдзю Ядамон», манга была опубликована в том же журнале в 1967 году.

## Успех и скандал
Через несколько лет после начала своей карьеры Нагаи добился большого успеха. Будучи ещё «мангакой без имени», он стал новым объектом множественных дебатов в СМИ.
В 1968 году новое издательство Shueisha подготавливалось к публикации в своём журнале Weekly Shōnen Jump первой манги. Нагаи стал одним из главных кандидатов среди мангак, чьё произведение могло бы выпускаться издательством. Так Нагаи решил написать полноценную работу, а не короткие истории, которые в большом количестве создавал ранее. Так создаётся манга Harenchi Gakuen, которая становится одной из самых успешных работ Нагаи, а журнал Weekly Shōnen Jump в первые дни распродаётся тиражом в миллион копий. Также это первая манга, в которой есть элементы эротики (но не хентая), таким образом, Нагаи стал основоположником жанра этти, открыв новую дверь в историю манги и став лицом целого поколения.
Работа серьёзно повлияла на современные восприятия о манге в Японии. Вскоре по мотивам манги стали выпускаться аниме-экранизации и новые телешоу. Данное произведение сыграло ключевую роль в развитии журнала Shōnen Jump, чьи копии были проданы миллионами в течение недели.
При выходе манга Harenchi Gakuen считалась скандальной. Она подверглась шквалу критики как слишком вульгарная, побуждающая детей к похоти. Мужские персонажи манги, студенты и учителя описывались как озабоченные, которые стремились увидеть под юбками девушек трусы. Многие родительские, женские организации выражали открытый протест манге, а некоторые люди устраивали публичное сожжение танкобонов. Особенно большой вклад в борьбу против 'Harnchi Gakuen совершила «Ассоциация родителей-учителей» (РУА), устроив открытую «войну» против манги. Это очень негативно сказалось на репутации Нагаи; он стремился избегать журналистов, новых интервью, завоевав репутацию «врага общества», тем не менее, по его словам, при создании манги, он чётко видел грань дозволенного.
При создании манги Нагаи не предполагал, что его работа вызовет столько протестов, так как изначально создавал мангу для взрослой аудитории и за основу стандартов брал популярные фильмы, предназначенные для подростковой аудитории до 18 лет. При этом в произведении отсутствуют сексуальные сцены и изображение половых органов. На фоне массовых протестов РУА многие поклонники продолжали поддерживать Нагаи, присылая ему письма, однако в некоторых из них говорилось, что поклонники читали мангу втайне от родителей, боясь, что те могут наказать их.
Протесты были направлены не только против самой манги, но и её экранизаций. Организация РУА пыталась остановить распространение журналов в японских магазинах. Нагаи был вынужден временно приостановить выпуск манги, придумав ей необычную концовку. Эротическая комедия превратилась в кровавую битву учителей и студентов, которые, защищая свои идеалы и свободу выражений, погибают от рук членов организации РУА. Это был своеобразный иронический ответ РУА на их «войну». Однако на этом выпуск произведения не был закончен и возобновился через несколько лет. Позже, подражая ей, Нагаи создал мангу «Гакуэн тайкуцу отоко» (яп. ガクエン退屈男, «Скучающие гимназисты»), описывающую вооружённую борьбу между молодыми и старшими поколениями, а также мангу Abashiri Ikka, пародирующую протесты РУА. В своё время она стала широко популярной.

## Творчество
В своей ранней работе Harenchi Gakuen Нагаи использовал элементы эротики, а в других произведениях, предназначенных для детей — сцены чрезмерного насилия, таким образом ломая табу и завоевав репутацию «сомнительного» автора.
В 1970-е годы он начал писать произведения в жанре меха, создав такие известные работы, как Mazinger Z, Great Mazinger, Grendizer, и позже Mazinkaiser. Манга Mazinger стала первой, где гигантского робота напрямую пилотирует главный герой. Созданный по ней аниме-сериал считается одним из самых успешных меха-сериалов, а идея робота и пилота стала массово реализовываться в других меха-сериалах в середине 70-х годов.
Другим известным произведением Нагаи считается манга Devilman, где главный герой-демон ведёт борьбу против орды других демонов. В созданном аниме-сериале по мотивам манги было, однако, убрано большинство сцен насилия и жесткости. Позже Нагаи создал новую версию этой манги — Devil Lady, где главным героем становится женщина. В 1972 году Нагаи одновременно создавал комиксы для 5 разных издательств.
Другим известным произведением Нагаи считается Cutie Honey, одно из первых произведений в жанре махо-сёдзё, которое сыграло важную роль в образовании данного жанра. Поздняя работа Majokko Tickle, будучи более «традиционной», завоевала меньшую популярность.
В 1980 году Нагаи получил 4-ю премию манги «Коданся» за произведение Susano Oh.
В 2021 году нарисовал главу для манги Barbara Осаму Тэдзуки.
В 2024 году музей Го Нагаи в префектуре Исикава сгорел дотла после землетрясения в Японском море.

## Экранизации произведений Нагаи
- Devilman (яп. デビルマン) (аниме-сериал, 1972)
- Mazinger Z (яп. マジンガーZ) (аниме-сериал, 1972)
- Mazinger Z tai Devilman (яп. マジンガーZ対デビルマン) (полнометражный фильм, премьера 18 июля 1973 г.)
- Dororon Enma-kun (яп. ドロロンえん魔くん) (аниме-сериал, 1973)
- Cutie Honey (яп. キューティーハニー) (аниме-сериал, 1973)
- Getter Robo (яп. ゲッターロボ) (аниме-сериал, 1974)
- Mazinger Z tai Ankoku Daishougun (яп. マジンガーZ対暗黒大将軍) (полнометражный фильм, 1974)
- Great Mazinger (яп. グレートマジンガー) (аниме-сериал, 1974)
- Great Mazinger tai Getter Robo (яп. グレートマジンガー対ゲッターロボ) (полнометражный фильм, 1975)
- Getter Robo G (яп. ゲッターロボ G) (аниме-сериал, 1975)
- Great Mazinger vs. Getter Robo G: Kuchu Daigekitotsu (яп. グレートマジンガー対ゲッターロボG 空中大激突) (полнометражный фильм, 1975)
- Uchuu Enban Daisensou (яп. 宇宙円盤大戦争) (полнометражный фильм, 1975)
- Koutetsu Jeeg (яп. 鋼鉄ジーグ) (аниме-сериал, 1975)
- UFO Robot Grendizer (яп.  UFOロボ グレンダイザー) (аниме-сериал, 1975)
- UFO Robot Grendizer tai Great Mazinger (яп. UFOロボ グレンダイザー対グレートマジンガー) (полнометражный фильм, 1976)
- Daikyu Maryu Gaiking (яп. 大空魔竜ガイキング) (аниме-сериал, 1976). У Нагаи возник конфликт со студией Toei из-за авторских прав, из-за чего он разорвал сотрудничество[35][36].
- Groizer X (яп. グロイザーX) (аниме-сериал, 1976)
- Grendizer, Getter Robo G, Great Mazinger: Kessen! Daikaijuu (яп. グレンダイザー・ゲッターロボG・グレートマジンガー 決戦!大海獣) (полнометражный фильм, 1976)
- Majokko Tickle (яп. 魔女っ子チックル) (аниме-сериал, 1978)
- Psycho Armor Govarian (яп. サイコアーマーゴーバリアン) (аниме-сериал, 1983)
- God Mazinger (яп. ゴッドマジンガー) (аниме-сериал, начало трансляции 15 апреля 1984 г.)
- Chounouryoku Shōjo Barabanba (яп. 超能力少女バラバンバ) (OVA, 1985)
- Mujigen Hunter Fandora (яп. 夢次元ハンターファンドラ) (OVA, 1985)
- Violence Jack: Harem Bomber (яп. バイオレンスジャックハーレムボンバー) (OVA, 1986)
- Devilman: Tanjo Hen (яп. デビルマン誕生編) (OVA, 1987)
- Violence Jack: Evil Town (バイオレンスジャック地獄街) (яп. {{{2}}}) (OVA, 1988)
- Juushin Liger (яп. 獣神ライガー) (аниме-сериал, 1989)
- Shutendoji (яп. 手天童子) (OVA, 1989)
- Devilman: Yocho Sirène Hen (яп. デビルマン 妖鳥シレーヌ編) (OVA, 1990)
- Violence Jack: Hell's Wind Hen (яп. バイオレンスジャック ヘルスウインド編) (OVA, 1990)
- Getter Robo Go (яп. ゲッターロボ號) (аниме-сериал, 1991)
- CB Chara Nagai Go World (яп. CBキャラ永井豪ワールド) (OVA, 1991)
- Abashiri Family (яп. あばしり一家) (OVA, 1991)
- Kekko Kamen (яп. けっこう仮面) (OVA, 1991)
- Kyukioku no Sex Adventure Kamasutra (яп. 究極のSEXアドベンチャー カーマスートラ) (1992)
- Iron Virgin Jun (яп. 鉄の処女JUN) (OVA, 1992)
- Oira Sukeban (яп. おいら女蛮スケバン) (OVA, 1992)
- Hanappe Bazooka (яп. 花平バズーカ) (OVA, 1992)
- Black Lion (яп. 黒の獅士) (OVA, 1992)
- New Cutie Honey (яп. 新・キューティーハニー) (OVA, 1994)
- Heisei Harenchi Gakuen (яп. 平成ハレンチ学園) (OVA, 1996)
- Harenchi Koumon Manyuuki (яп. ハレンチ紅門マン遊記) (OVA, 1996)
- Cutie Honey F (яп. キューティーハニーFﾌﾗｯｼｭ) (аниме-сериал, 1997)
- Cutie Honey F (яп. キューティーハニーFﾌﾗｯｼｭ) (полнометражный фильм, 1997)
- Getter Robo Armageddon (яп. 真ゲッターロボ｢世界最後の日｣) (OVA, 1998)
- Devil Lady (яп. デビルマンレディー) (аниме-сериал, 1998)
- Amon: The Apocalypse of Devilman (яп. デビルマン黙示録) (OVA, 2000)
- Shin Getter Robo vs Neo Getter Robo (яп. 真ゲッターロボ対ネオゲッターロボ) (OVA, 2000)
- Mazinkaiser (яп. マジンカイザー) (OVA, 2001)
- Demon Lord Dante (яп. 魔王ダンテ англ. Mao Dante) (аниме-сериал, 2002)
- Mazinkaiser: Death! The Great General of Darkness (яп. マジンカイザー死闘!暗黒大将軍) (OVA, 2003)
- New Getter Robo (яп. 新ゲッターロボ) (OVA)
- Panda-Z — The Robonimation (яп. パンダーゼット) (аниме-сериал, 2004)
- Re: Cutie Honey (яп. Re:キューティーハニー) (OVA)
- Gaiking Legend of Daiku-Maryu (яп. ガイキング) (аниме-сериал, 2005)
- Demon Prince Enma (яп. 鬼公子炎魔) (OVA, 2006)
- Koutetsushin Jeeg (яп. 鋼鉄神ジーグ англ. Steel God Jeeg) (аниме-сериал, 2007)
- Shin Mazinger Shougeki! Z Hen (яп. 真マジンガー衝撃!Z編) (аниме-сериал, 2009)
- Mazinkaiser SKL (яп. マジンカイザーSKL) (OVA, 2010)
- Dororon Enma-kun Meeramera (яп. Dororonえん魔くんメ~ラめら) (аниме-сериал, 2011)
- Devilman: Crybaby (аниме-сериал, вышел в 2018 на Netflix)